# Pelodera voelki
Pelodera voelki är en rundmaskart. Pelodera voelki ingår i släktet Pelodera och familjen Rhabditidae. Inga underarter finns listade i Catalogue of Life.